# Товстолес, Николай Иванович
Николай Иванович Товстолес — архитектор XIX—XX веков, автор свыше 52 зданий в Санкт-Петербурге.

## Биография
Николай Товстолес поступил на юридический факультет Санкт-Петербургского университета, однако в 1893 году оставил его и перешёл в Институт гражданских инженеров, который закончил в 1898-м, после чего работал техником Городской управы и архитектором конторы Государственного банка. В 1910-х занимал должность архитектора Министерства народного просвещения. Самостоятельную архитектурную практику начал в 1901 году, первыми его постройками стали доходные дома на Лиговской (№ 218, 236), Воронежской и Тамбовской улицах. За 15 лет работы он возвёл свыше 40 доходных домов в разных районах Петербурга, а также построил несколько различных производственных сооружений.

## Список построек
- 1901—1902 — особняк М. П. Куландиной, Лиговский пр., 236[4];
- 1902—1904 — производственные сооружения лесопильного завода Г. Граапа, Днепропетровская ул., 14;
- 1903 — здание бань В. Л. Скворцовой, ул. Черняховского, 59;
- 1903—1913 — улица Черняховского, 5, 24, 27, 53;
- 1903—1913 — улица Тамбовская, 7, 15, 35, 52, 58, 67, 73, 93;
- 1909 — доходный дом Васильевой, Лиговский пр., 198;
- 1911 — доходный дом, Гатчинская ул., 27-29 (правая часть);
- 1914 — особняк Котлова, пр. Тореза, 8;
- 1914 — «Зимний театр» Д. А. Котлова, 2-й Муринский пр., 43 (не сохранился)[2][3].